# Harald Höppner
Harald Höppner (* 1972 oder 1973) ist ein deutscher Seenotrettungsaktivist und Unternehmer. Er initiierte als Privatperson das Projekt Sea Watch, aus welchem der Verein Sea-Watch e. V. entstand, der Personal und Schiffe für die Rettung von in Seenot gebrachten Bootsflüchtlingen im Mittelmeer bereitstellt.

## Leben
Höppner entstammt einer Arztfamilie und wuchs in Ost-Berlin auf. Er gehörte der Heimcomputerszene in der DDR an und programmierte Spiele wie Soljanke unter dem Pseudonym "Syntax Terror". Nach der friedlichen Revolution bereiste er die Welt, zuerst China. Später war er viel auf Reisen, um Waren einzukaufen, zum Beispiel in Indien und Mexiko. Seit 2000 betreibt er einen Laden für exotische Möbel und Bekleidung in Berlin-Prenzlauer Berg, seit 2005 einen Onlineshop und seit 2008 einen weiteren Laden in Berlin-Kreuzberg im gleichen Segment zusammen mit seiner Frau. Das Paar hat mittlerweile drei Söhne und wohnt im brandenburgischen Tempelfelde.
Nach dem Besuch der Gedenkstätte Berliner Mauer am 9. November 2014, dem Gedenktag zum 25-jährigen Mauerfall, verglich er die aktuellen Mittelmeer-Flüchtlinge mit den damaligen DDR-Flüchtlingen und überlegte sich ein Projekt zur Hilfe. Mit 60.000 Euro ersparten Geldes organisierte er den 1917 gebauten ehemaligen Fischkutter Sea-Watch I in Amsterdam. Eine weitere Spende von 60.000 Euro ermöglichte eine Renovierung in Hamburg und den Umbau zu einem Rettungsschiff für acht Mann Besatzung mit einer Satellitenanlage. Das Schiff soll keine Flüchtlinge aufnehmen, sondern mit Notrufsignalen, Schwimmwesten, Rettungsinseln und medizinischer Erstversorgung bei der Rettung durch andere helfen.
Das Projekt nannte er Sea-Watch, entsprechend auch der Schiffsname und der Verein Sea-Watch e.V.
Höppner nutzte eine Vielzahl von Medien, um auf das Projekt aufmerksam zu machen. Einen markanten Auftritt hatte er am 19. April 2015 in der ARD-Talkshow Günther Jauch, wo er unerwartet eine Schweigeminute, zunächst gegen den Willen Günther Jauchs, durchsetzte.